# Paul Émile Pissarro

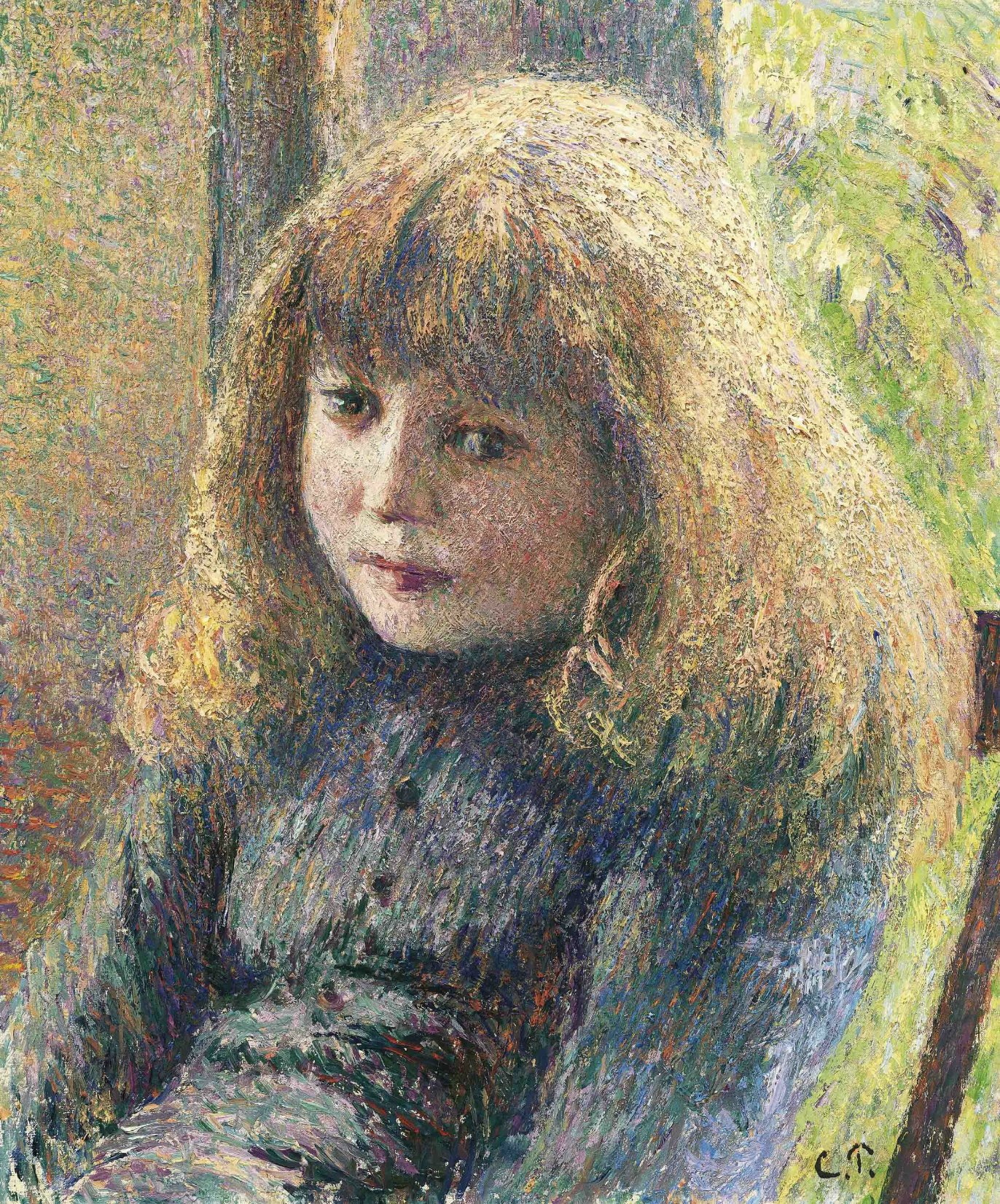
Porträt Paul Émile Pissarro, gemalt von seinem Vater Camille, um 1890

Paul Émile Pissarro, auch Paulémile Pissarro oder Paul-Émile Pissarro (* 22. August 1884 in Éragny, Frankreich; † 20. Januar 1972 in Clécy im Département Calvados, Frankreich), war ein französischer Maler des Impressionismus und des Neoimpressionismus. Er entstammte der Künstlerfamilie Pissarro.

## Leben
Paul Émile Pissarro war der fünfte und jüngste Sohn des impressionistischen Malers Camille Pissarro und dessen Ehefrau Julia, geborene Vellay. Seine Geschwister waren Lucien, Jeanne, Félix, Georges Henri, Ludovic Rodolphe und Jeanne (Cocotte).
Er wuchs im künstlerischen Umfeld des Hauses seiner Familie in Paris auf. Von seinem Vater ermutigt, begann er bereits in frühem Alter mit dem Zeichnen. Das Weiße Pferd, das er im Alter von fünf Jahren zeichnete, erhielt viel Lob von dem Kunstkritiker Octave Mirbeau. Auch Camille zeigte sich beeindruckt und behielt das Werk in seiner privaten Sammlung. Als Fünfzehnjähriger besuchte Paul Émile die Akademie in Gisors, die er aber nach ein paar Monaten wieder verließ, um seinen Vater auf einer Malreise nach Le Havre, Dieppe und Rouen zu begleiten. Zurück in Paris besuchte er eine private Kunstakademie.
Nach dem Tod seines Vaters 1903 kehrte Paul Émile nach Éragny zu seiner Mutter zurück. Der im nicht weit entfernten liegenden Giverny lebende Maler Claude Monet, einer der engsten Freunde Camilles, war Paul Émiles Patenonkel und wurde nach dem Tode Camilles dessen Lehrer und guter Freund. Pissarro stellte 1905 mit seinem impressionistischen Landschaftsbild Bords de l'Epte à Eragny erstmals im Salon des Indépendants der Société des Artistes Indépendants aus. Sein Vater hatte die künstlerischen Bestrebungen Paul Émiles unterstützt, seine Mutter hingegen riet ihm nun zu einer konservativen Berufswahl. Ab 1908 arbeitete Pissarro erst als Automechaniker und Testfahrer und später als Formgestalter für Spitzen und Textilien. Neben diesen Tätigkeiten fand er immer noch Zeit, in der er sich mit Malerei beschäftigte. Sein in London lebender Bruder Lucien bat Paul Émile um die Übersendung einiger Aquarelle zu Verkaufszwecken. Vom Verkauf seiner Werke ermutigt, verließ er seine Anstellung in der Spitzenfabrik und wollte sich fortan der Malerei widmen.
Er zog mit seiner Ehefrau Berthe, geborene Bennaiché, nach Burgund. Als der Erste Weltkrieg ausbrach, hatte er sich dort gerade wieder ernsthaft der Malerei gewidmet. Wegen seines Gesundheitszustandes wurde er vom Militärdienst freigestellt, sodass er während der Kriegsjahre reisen und malen konnte. Sein Bruder arrangierte für ihn Ausstellungen im New English Art Club (NEAC), in der Baillie Gallery und bei der Allied Artists Association in London.
Die Arbeit von Paul Émile Pissarro wurde stark von dem Maler Paul Cézanne beeinflusst, dessen Stil ihm schon sein Vater Camille ans Herz gelegt hatte. Paul Émile traf sich mehrmals mit Cézanne in Paris, dessen Einfluss ab etwa 1918 in grün-goldenen Farben und klassischen Kompositionen Pissarros zu Tage trat. Von Cézanne inspiriert war auch sein späterer Gebrauch von Spachteln anstelle von Pinseln.
Er experimentierte auch mit Druckgrafik, für die er verschiedene Holzschnitte fertigte, von denen einige erstmals 1919 von Malcolm C. Salaman ausgestellt wurden.
In den 1920er Jahren hatte sich Paul Émile Pissarro als neoimpressionistischer Maler etabliert. Zu dieser Zeit betrieb er zusammen mit dem Künstler Kees van Dongen ein gemeinsames Atelier in Paris. Mit ihm und den Malern Maurice de Vlaminck, André Dunoyer de Segonzac und Raoul Dufy reiste und malte er im Sommer und verbrachte die Winter in Paris. 1924 kaufte er ein Haus in Lyons-la-Forêt, einer kleinen Ortschaft in der Nähe von Éragny, in deren Umgebung er Motive zum Malen fand, hier besonders die Landschaft um den Fluss Epte, der sich ruhig inmitten von Weiden, Wiesen und Hügeln windet. In den späten 1920er und frühen 1930er Jahren fand Paul Émile schließlich zu seinem individuellen Malstil und erreichte den Höhepunkt seiner künstlerischen Entwicklung. 1930 reiste er auf Empfehlung von Raoul Dufy zum ersten Mal in die Normannische Schweiz mit dem Fluss Orne, der durch das Tal neben den Orten Clécy und Le Vey verläuft. Die Kombination von blauen Hügeln mit grünen Wiesen, getrennt durch das ruhige Wasser des Flusses, gab Pissarro eine neue Umgebung für seine malerische Arbeit. Hier richtete er sich in einem Hausboot – ein umgebautes Ruderboot am Ufer der Orne im Garten seines Hauses – ein Atelier ein, von wo aus er sich auf sein Lieblingsmotiv – Reflexionen auf ruhigem Wasser – konzentrieren konnte. Während dieser Periode gab er den Gebrauch unvermischter Farben auf und arbeitete mit einer Palette voller Mischtöne, bis letztendlich die Benutzung seines Pinsels seltener wurde und er stattdessen mehr den Spachtel verwendete.

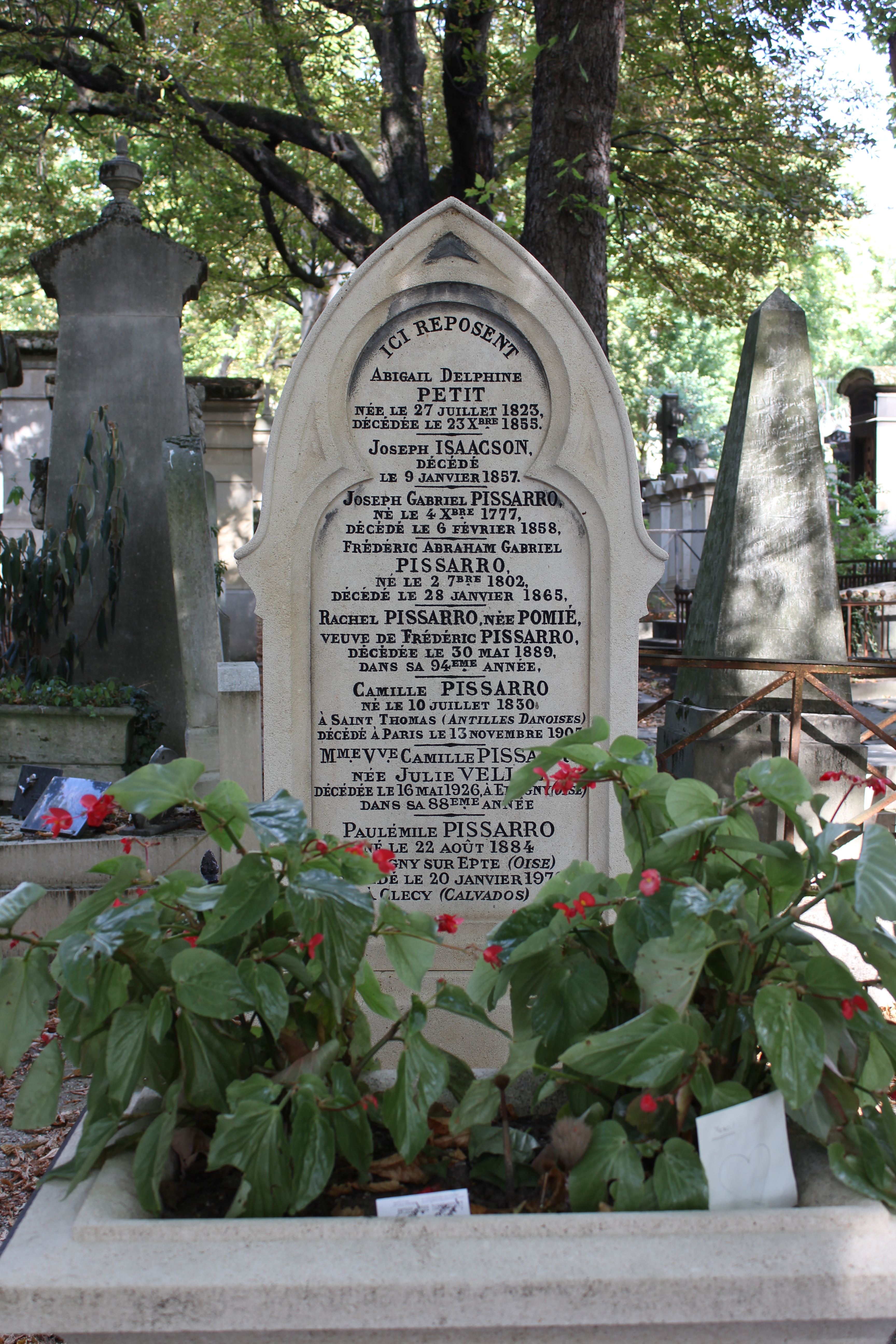
Grab von Paul Émile Pissarro auf dem Friedhof Père-Lachaise

1935 trennte sich Pissarro von seiner Ehefrau Berthe. 1937 kaufte er zusammen mit seiner zweiten Ehefrau Yvonne Beaupel das Haus in Clécy, wo er bis zu seinem Tod lebte. Mit Yvonne zeugte er drei Kinder, Hugues Claude, Yvon und Véra. Seine beiden Söhne wandten sich ebenfalls der Kunst zu. Viele seiner in Clécy entstandenen Arbeiten wurden in den folgenden dreißig Jahren im Salon des Indépendants ausgestellt.
1967 fand in der Galerie Wally Findlay in New York die erste Einzelausstellung Paul Émile Pissarros in den Vereinigten Staaten statt, durch die sein künstlerisches Schaffen eine weitreichende Anerkennung erfuhr; ein beruflicher Erfolg als Maler, der nur wenigen Künstlern der Familie Pissarro zu Lebzeiten beschieden war. Nach seinem Tod 1972 wurden Werke von Paul Émile Pissarro weltweit mehrfach ausgestellt. Er wurde auf dem Friedhof Cimetière du Père-Lachaise in Paris beigesetzt.

## Werke (Auswahl)
| - La Maison Normande au Bord du Ruisseau - Moulin de la Nation, etwa 1930 - Le Pain de Sucre - La Rivière, 1932 - Le Cheval Blanc, etwa 1930 - Les Rochers près de la Rivière, etwa 1940 - L’Orne à Clécy, Calvados, etwa 1950 - Neige à Cantepie, etwa 1950 | - Les Meules de Foin, etwa 1960 - Ombre et Soleil, etwa 1960 - L’Orne à Cantepie, etwa 1950 - Le Village sous la Neige, etwa 1940 - Le Pont du Vey, etwa 1940 - Chaumière à Cantepie - Le Village de Landel |

## Bewertung
Das New Yorker Art Magazin bemerkte 1970:

“Paulemile (sic!) Pissarros landscapes have no stylistic connections with those of his famous father. This is particularily true of his color, which does not interpret light and shade in terms of complementary hues. What Paulemile seeks is the solidity that Impressionism dissolved into colored light.”

„Paulémile Pissarros Landschaften haben keine stilistische Verwandtschaft mit denen seines berühmten Vaters. Dies trifft besonders für seine Farbwahl zu, die Licht und Schatten nicht als sich gegenseitig ergänzende Farbschattierung interpretiert. Vielmehr sucht Paulémile die Solidität, die Impressionismus in buntes Licht zerfließen lässt.“